# كريستيان لوبوتان

حذاء ذو كعب عالS من تصميم كريستيان لوبوتان.

كريستيان لوبوتان (بالفرنسية: Christian Louboutin)‏ (7 يناير 1964 -)، مصمم أزياء فرنسي اشتهر تصاميم الأحذية ذات النعال الحمراء.

## سيرته الذاتية
لم يكن كريستيان لوبوتان يحبّ الدراسة، الأمر الذي تسبّب في طرده من المدرسة لتشكّل هذه الخطوة نقطة البداية في رحلة كريستيان لوبوتان المهنيّة إذ صبّ اهتمامه على تصميم الأحذية منذ كان في 16 من عمره فقط حيث بدأ العمل مع مصمّم الأحذية الشهير Charles Jourdan.
في عام 1990، كانت سنة البداية الفعليّة لكريستيان لوبوتان حيث أطلق أوّل مجموعة أحذية خاصّة به، لتشكّل سنة 1993، سنة التميّز في مسيرته المهنيّة حيث أطلق خلال هذه السنة النعل الأحمر، هذه الميزة التي رافقت أحذيته منذ ذلك الحين وأصبحت علامته الفارقة.
وسّع كريستيان لوبوتان نشاطه المهنيّ وأطلق سنة 2003 أوّل مجموعة حقائب، ليطلق سنة 2011 أوّل مجموعة أحذية رجاليّة وتصبح علامته التجارية اليوم تشمل الأحذية النسائية والرجالية والحقائب.

## أحمر شفاه كريستيان لوبوتان
أعلنت علامة كريستيان لوبوتان عن الإطلاق الجديد والأول من نوعه لمجموعة أحمر شفاه بخمسة وعشرين لوناً يترأسهن اللون الأحمر بثلاث درجات، وهو اللون الذي تعرف به علامة كريستيان لوبوتان الفاخرة.
صممت هذه المجموعة من أحمر الشفاه بطريقة مستوحاة من المجوهرات الفاخرة التي تزين رقبة المرأة، وتحتوي على ألوان أحمر الشفاه الفاخرة، ولكلٍّ ميزاته الخاصة التي تجعل منه أحمر شفاه ذا لون طريّ وناعم الملمس. غير ذلك فهنالك أيضاً محدد الشفاه الذي يساعد في تحديد الشفاه ومزج اللألوان ليعطي الإطلالة المطلوبة.

## طلاء الأظافر من كريستيان لوبوتان
بعد عشرين عاماً من تصميم الأحذية الفاخرة التي تعرف بها علامة كريستيان لوبوتان، يعود الفضل إلى طلاء الأظافر الأحمر الذي كان أساساً ونتيجة صدفة عندما قرر كريستيان أن يجرب ضربة فرشاة على كعب الحذاء. وبعد فترة طويلة كانت هذه بداية مشوار كريستيان لوبوتان في عالم التجميل، وذلك مع مجموعة طلاء الأظافر الجديدة.